# 2017 en Australie
Chronologie de l'Australie
- 2013
- 2014
- 2015
- 2016
- 2017
- 2018
- 2019
- 2020
- 2021

## En exercice
- Monarque – Reine Elizabeth II
- Gouverneur général – Peter Cosgrove
- Premiers ministres – Malcolm Turnbull (premier ministre en fonction depuis le 15 septembre 2015).

## Chronologie
- 13 janvier : La ministre de la Santé, Sussan Ley, démissionne à la suite d'un scandale après avoir utilisé abusivement des fonds publics à des fins personnelles[1].
- 19 janvier : Face à une popularité déclinante, Mike Baird, premier ministre de Nouvelle-Galles du Sud, démissionne[2].
- 14 août : L'Australie et les Îles Salomon signent un traité de sécurité bilatéral[3]